# Komesarska uprava Milana Aćimovića
Komesarska uprava Milana Aćimovića, bila je prva marionetska administracija Srbije pod njemačkom okupacijom tijekom Drugoga svjetskog rata. Predsjednik uprave bio je Milan Aćimović, a uprava je djelovala od 30. travnja do 29. kolovoza 1941. godine. Naslijedila ju je Vlada narodnog spasa Milana Nedića.
U komesarskoj upravi bili su članovi svih legalnih predratnih stranaka u Srbiji, osim Zemljoradničke stranke i Socijalističke partije Jugoslavije.

## Formiranje
Adolf Hitler na kratko je razmatrao mogućnost brisanja svakog znaka postojanja srpske države, ali je brzo odustao od ove ideje i pošao tražiti pogodnog Srbina koji će voditi kolaboracijski režim. Nakon što je razmatrao bivšeg jugoslavenskog predsjednika vlade Dragišu Cvetkovića, bivšeg ministra inozemnih poslova Aleksandra Cincar-Markovića, bivšeg ministra unutarnjih poslova Milana Aćimovića, predsjednika klerofašističkog pokreta Zbor Dimitrija Ljotića i šefa beogradske policije Dragog Jovanovića, vojni zapovjednik Srbije odlučio se za Aćimovića, koji je oformio svoju komesarsku vladu 30. travnja 1941. godine i koja je imala deset komesara. Treći Reich nije izabrao Ljotića jer je vjerovao kako ovaj ima lošu reputaciju u srpskom narodu. Aćimović je bio izraziti anti-komunist i bio je u kontaktu s njemačkom policijom i prije rata. Vlada je prisegnula krajem svibnja. Preostalih devet komesara bili su: Stevan Ivanić, Momčilo Janković, Risto Jojić, Stanislav Josifović, Lazo M. Kostić, Dušan Letica, Dušan Pantić, Jevrem Protić i Milosav Vasiljević. Svaki komesar bio je zadužen za određeno ministarstvo, koje je naslijeđeno od predratne jugoslavenske vlade, osim ministarstva vojske i mornarice koje je ukinuto. Nekoliko komesara bili su ministri u predratnoj jugoslavenskoj vladi, a Ivanić i Vasiljević bili su bliski Zboru. Jedna od prvih zadaća bila je izvršiti zapovjed Haralda Turnera o registriranju svih Židova i Roma u Srbiji i uvođenja strogih ograničenja na njihove aktivnosti. Provedbu ovih naredbi nadgledala je njemačka vojna uprava, a Aćimović i njegov komesarijat unutarnjih poslova bili su zaduženi za njihovo izvršavanje.
Tijekom svibnja 1941. godine vojni zapovjednik Srbije Helmuth Förster izdao je brojne zapovjedi, među kojima su zahtjev da se registriraju svi tiskarski strojevi, ograniči sloboda tiska, rad kazališta i inih zabavnih mjesta i nastavak privredne proizvodnje. Također je raspustio Narodnu banku Kraljevine Jugoslavije i zamijenio ju je Srpskom narodnom bankom. Förster je nešto poslije premješten, a 2. lipnja na mjestu zapovjednika Srbije naslijedio ga je još jedan Luftwaffeov general, general protuzračne obrane Ludwig von Schröder.
Polovicom svibnja, Aćimovićeva vlada izdala je deklaraciju da srpski narod želi „iskrenu i vjernu suradnju s njihovim velikim susjedom, njemačkim narodom“. Većina lokalnih činovnika u okruzima i kotarima ostala je na svojim mjestima,  a njemačka vojna uprava postavila je svoje ljude da nadziru rad lokalnih vlasti.

## Popis komesara

### Od 30. travnja 1941.
Od 30. travnja 1941. godine komesari bili su:
- Milan Aćimović (Srpska radikalna stranka), premijer i komesar ministarstva unutarnjih poslova
- Risto Jojić (Jugoslavenska demokratska stranka), komesar ministarstva obrazovanja
- Dušan Letica (Srpska radikalna stranka), komesar ministarstva financija
- Dušan Pantić, komesar ministarstva pošta i telegrafa
- Momčilo Janković (Srpska radikalna stranka), komesar ministarstva pravosuđa
- Milosav Vasiljević (Jugoslavenski narodni pokret Zbor), komesar ministarstva narodnog gospodarstva
- dr. Lazo M. Kostić (Narodna radikalna stranka), komesar ministarstva prometa
- dr. Stevan Ivanić (Jugoslavenski narodni pokret Zbor), komesar ministarstva socijalne politike i zdravstva
- Stanislav Josifović, komesar ministarstva građevinarstva
- Jeremija Protić (Jugoslavenska narodna stranka), komesar ministarstva prehrane i poljodjelstva

Po Philipu Cohenu, Aćimović, Vasiljević i Ivanić bili su njemački agenti i prije invazije na Jugoslaviju.

### Od 11. srpnja 1941.
Nakon rekonstrukcije vlade 11. srpnja 1941. godine komesari bili su:
- Milan Aćimović, komesar ministarstva unutarnjih poslova
  - Tanasije Dinić, prvi zamjenik
  - Đorđe Perić, drugi zamjenik
- Velibor Jonić, komesar ministarstva prosvjete
  - Vladimir Velmar-Janković, zemjenik
- Ranisav Avramović, komesar ministarstva prometa
  - Nikola Đurić, zamjenik
- Momčilo Janković, komesar ministarstva pravosuđa
  - dr. Đura Kotur, zamjenik
- Dušan Letica, komesar ministarstva financija
  - Milan Horvatski, zamjenik
- Dušan Pantić, komesar ministarstva pošta i telegrafa
  - Milorad Dimitrijević, zamjenik
- Stanislav Josifović, komesar ministarstva građevinarstva
  - bez zamjenika
- Budimir Cvijanović, komesar ministarstva prehrane
  - bez zamjenika
- Milosav Vasiljević, komesar ministarstva narodnog gospodarstva
  - dr. Mihajlović, zamjenik
- dr. Stevan Ivanić, komesar ministarstva socijalne politike i zdravstva
  - Božidar-Darko Petrović, zamjenik